# Напірний трубопровід
Напі́рни́й трубопро́від (рос. напорный трубопровод; англ. pressure pipeline; нім. Druckrohrleitung f) — комплекс споруд для транспортування газоподібних, рідких і твердих речовин або їх сумішей, а також штучних вантажів (контейнери) при внутрішньому абсолютному тиску в транспортованому середовищі понад 0,1 МПа.

## Різновиди і поширення
Найпоширеніші круглі напірні трубопроводи діаметром від 0,02 м (системи водопостачання) до 1,22 м (магістральні нафтопродуктопроводи).
Напірні трубопроводи, які з'єднують окремі види обладнання (внутрішньоцехові) і транспортують продукти між цехами або об'єктами (міжцехові), називаються технологічними трубопроводами. Напірні трубопроводи, які транспортують продукти з районів їх видобування, виробництва або зберігання до місць переробки або споживання (нафтобази, перевалочні бази, газосховища, газорозподільні станції міст і населених пунктів), називаються магістральними трубопроводами. Гнучкі напірні трубопроводи, які виготовлені з проґумованих тканин або ґуми і для підвищення міцності армовані металевим дротом у вигляді спіралі або обплетені металом, називаються шлангами або рукавами. Вони застосовуються в пожежній справі, гідросистемах машин і механізмів, для спорудження польових трубопроводів.
За величиною внутрішнього тиску напірні трубопроводи підрозділяють на низького (0,1-10 МПа) і високого (понад 10 МПа) тиску, за способом прокладання — на підземні, наземні і надземні трубопроводи.